# شركة ميتسوي سوميتومو المصرفية
شركة ميتسوي سوميتومو المصرفية (باليابانية: 株式会社三井住友銀行 كابوشكي كايشا ميتسوي سوميتومو غينكو) هو بنك ياباني يقع مركزه الرئيسي في تشيودا، طوكيو، اليابان ويعتبر أحد أكبر ثلاث مصارف في اليابان.